# Survivor România 2023
Survivor România 2023 este sezonul patru al reality show-ului de supraviețuire românesc bazat pe formatul internațional Survivor. Sezonul este filmat în Republica Dominicană și difuzat de Pro TV și Voyo, serviciul de streaming OTT cu abonament al Pro TV în România, începând din 9 ianuarie 2023 și până pe 24 mai 2023, când Darius Dan Ursa a fost desemnat câștigător prin votul publicului în fața lui Andrei Krișan. Show-ul va continua cu sezonul 5 în 2024.

## Producția
Show-ul de supraviețuire românesc este produs de Acun Medya Global în hub-ul de producție din Republica Dominicană.
Câștigătorul va primi titlul de Unicul/Unica Survivor și un premiu în valoare de 100.000 de Euro.

## Concurenții
Andreea Moromete este prima concurentă aleasă pentru Survivor România 2023. Ea a câștigat un loc în echipa albastră, fiind favorita publicului unui concurs televizat desfășurat pe durata a două luni la sfârșitul anului 2022.
Pe 15 decembrie 2022 au fost dezvăluite numele celor 12 celebrități care au fost invitate pentru a concura în sezonul 4 al show-ului. În echipa roșie se regăsesc foști sportivi, artiști și influenceri. Pe 2 ianuarie 2023, după plecarea în Republica Dominicană, au fost dezvăluite și numele celorlalți unsprezece oameni obișnuiți care au fost selectați pentru echipa albastră.
Cei 24 de jucători noi au fost împărțiți în două triburi formate din câte 12 persoane: Războinicii și Faimoșii. În episodul 4 a avut loc prima modificare a triburilor prin intrarea în competiție a doi noi jucători: Kamara Ghedi și Alexandra Georgiana Ciomag. A doua modificare a triburilor a avut loc în episodul 17, când alți patru noi concurenți s-au alăturat celor două echipe.
La finalul episodului 37, după petrecerea de reunificare, cei 13 concurenți rămași în competiție au fost reuniți în tribul Taíno (numele amerindienilor care au fost primii locuitori din Republica Dominicană) și s-a dat startul competiției individuale.
| Emil Gabriel „Gheboasă” Gavriș | 23 | Târgoviște, Dâmbovița    | Faimoșii    |             |       | Descalificat                  | Episodul 3  |
| Maria Constantin               | 38 | Bălcești, Vâlcea         | Faimoșii    |             |       | Prima eliminată               | Episodul 3  |
| Daria Chiper                   | 23 | București                | Războinicii | Războinicii |       | A doua eliminată              | Episodul 5  |
| Sebastian Dobrincu             | 26 | București                | Faimoșii    | Faimoșii    |       | Evacuat medical               | Episodul 7  |
| Marcela „Maria” Lungu          | 30 | Chișinău                 | Războinicii | Războinicii |       | A treia eliminată             | Episodul 7  |
| Răzvan Danciu                  | 22 | Gălăuțaș-Pârău, Harghita | Războinicii | Războinicii |       | Al patrulea eliminat          | Episodul 10 |
| Jorge                          | 42 | Constanța, Constanța     | Faimoșii    | Faimoșii    |       | Evacuat medical               | Episodul 13 |
| Vica Blochina                  | 49 | Klaipėda, Klaipėda       | Faimoșii    | Faimoșii    |       | A cincea eliminată            | Episodul 13 |
| Andrei Neagu                   | 28 | Constanța, Constanța     | Războinicii | Războinicii |       | Al șaselea eliminat           | Episodul 16 |
| Cipriana Codruța Began         | 49 | Cluj-Napoca, Cluj        | Războinicii | Războinicii |       | A șaptea eliminată            | Episodul 19 |
| Eduard Gogulescu               | 24 | București                |             | Războinicii |       | Al optulea eliminat           | Episodul 22 |
| Alina Radi                     | 36 | Timișoara, Timiș         |             | Războinicii |       | A noua eliminată              | Episodul 25 |
| Crina Ioana Abrudan            | 47 | Oradea, Bihor            |             | Faimoșii    |       | A zecea eliminată             | Episodul 28 |
| Vlad „DOC” Munteanu            | 44 | București                | Faimoșii    | Faimoșii    |       | Al unsprezecelea eliminat     | Episodul 31 |
| Lucianna Vagneti               | 39 | Curitiba, Paraná         | Războinicii | Războinicii |       | A douăsprezecea eliminată     | Episodul 34 |
| Ada Dumitru                    | 30 | București                | Faimoșii    | Faimoșii    |       | Evacuată medical              | Episodul 36 |
| Mihai Zmărăndescu              | 25 | București                |             | Faimoșii    |       | Al treisprezecelea eliminat   | Episodul 36 |
| Remus Boroiu                   | 38 | Băicoi, Prahova          | Faimoșii    | Faimoșii    | Taíno | Al paisprezecelea eliminat    | Episodul 40 |
| Kamara Ghedi                   | 49 | București                |             | Faimoșii    | Taíno | Al cincisprezecelea eliminat  | Episodul 43 |
| Ionuț Iftimoaie                | 46 | Comănești, Bacău         | Faimoșii    | Faimoșii    | Taíno | Descalificat                  | Episodul 44 |
| Alin Chirilă                   | 36 | Galați, Galați           | Războinicii | Războinicii | Taíno | Al șaisprezecelea eliminat    | Episodul 46 |
| Bianca Patrichi                | 35 | București                | Faimoșii    | Faimoșii    | Taíno | A șaptesprezecea eliminată    | Episodul 49 |
| Robert Moscalu                 | 27 | Murfatlar, Constanța     | Războinicii | Războinicii | Taíno | Al optsprezecelea eliminat    | Episodul 52 |
| Andreea Moromete               | 26 | Alexandria, Teleorman    | Războinicii | Războinicii | Taíno | A nouăsprezecea eliminată     | Episodul 55 |
| Ștefania Stănilă               | 27 | Aninoasa, Dâmbovița      | Faimoșii    | Faimoșii    | Taíno | A douăzecea eliminată         | Episodul 58 |
| Alexandra Porkolab             | 33 | Brașov, Brașov           | Războinicii | Războinicii | Taíno | A douăzeci și una eliminată   | Episodul 59 |
| Alexandra Georgiana Ciomag     | 22 | București                |             | Războinicii | Taíno | A douăzeci și doua eliminată  | Episodul 60 |
| Carmen Grebenișan              | 32 | Cluj-Napoca, Cluj        | Faimoșii    | Faimoșii    | Taíno | A douăzeci și treia eliminată | Episodul 61 |
| Andrei Krișan                  | 32 | Cluj-Napoca, Cluj        | Războinicii | Războinicii | Taíno | Locul 2                       | Episodul 61 |
| Darius Dan Ursa                | 42 | Tășnad, Satu Mare        | Războinicii | Războinicii | Taíno | Unicul Survivor               | Episodul 61 |

1. Emil Gabriel ,, Gheboasă Gavriș a fost eliminat și descalificat din concurs pentru abandon în episodul 3.
2. Ionuț Iftimoaie a fost eliminat și descalificat din concurs pentru abandon în episodul 44.

## Rezumatul sezonului
Insula Exilului a revenit în acest sezon încă din episodul 1 iar Jorge și Răzvan Danciu, nominalizați de propriile triburi, au făcut cunoștință cu condițiile spartane din junglă.
În episodul 3, Războinica Andreea Moromete a devenit prima femeie de la Survivor România care s-a oferit voluntară și care a fost trimisă în exil, împreună cu Faimosul Ionuț Iftimoaie. Conceptul Insula Exilului a fost introdus în sezonul 3 iar primii doi concurenți exilați din istoria Survivor România au fost CRBL (Faimoșii) și Relu Pănescu (Războinicii).
Edmond „Zanni” Hubert Zannidache și Alexandru Delea, câștigătorii sezoanelor 2 și 3, împreună cu Elena Chiriac și Claudia Oana Ciocan au revenit la Survivor România în săptămâna a douăsprezecea. Pentru câteva zile, cei 4 Stars au fost mentori și coechipieri pentru supraviețuitorii sezonului 4.

### Jocurile

#### Jocurile pe echipe
| Săptămâna | Episodul | Data difuzării    | Câștigători          | Scorul | Tipul jocului |
| --------- | -------- | ----------------- | -------------------- | ------ | ------------- |
| 1         | 1        | 9 ianuarie 2023   | Războinicii          | 10-3   | - Recompensă  |
| 1         | 2        | 10 ianuarie 2023  | Războinicii          | 10-9   | - Imunitate   |
| 1         | 3        | 11 ianuarie 2023  | Faimoșii             | 10-7   | - Recompensă  |
| 2         | 5        | 16 ianuarie 2023  | Faimoșii             | 7-4    | - Provizii    |
| 2         | 6        | 17 ianuarie 2023  | Faimoșii             | 10-6   | - Imunitate   |
| 2         | 7        | 18 ianuarie 2023  | Războinicii          | 10-6   | - Recompensă  |
| 3         | 8        | 23 ianuarie 2023  | Faimoșii             | 10-6   | - Provizii    |
| 3         | 8        | 23 ianuarie 2023  | Faimoșii             | 5-4    | - Mimă        |
| 3         | 9        | 24 ianuarie 2023  | Faimoșii             | 10-6   | - Imunitate   |
| 3         | 10       | 25 ianuarie 2023  | Războinicii          | 10-4   | - Recompensă  |
| 4         | 11       | 30 ianuarie 2023  | Faimoșii             | 10-5   | - Recompensă  |
| 4         | 11       | 30 ianuarie 2023  | Faimoșii             | 5-4    | - Mini Game   |
| 4         | 12       | 31 ianuarie 2023  | Războinicii          | 10-4   | - Imunitate   |
| 4         | 13       | 1 februarie 2023  | Războinicii          | 10-4   | - Comunicare  |
| 5         | 14       | 6 februarie 2023  | Războinicii          | 10-6   | - Imunitate   |
| 5         | 15       | 7 februarie 2023  | Faimoșii             | 10-4   | - Imunitate   |
| 5         | 16       | 8 februarie 2023  | Faimoșii             | 10-9   | - Comunicare  |
| 6         | 17       | 13 februarie 2023 | Faimoșii             | 10-8   | - Imunitate   |
| 6         | 18       | 14 februarie 2023 | Războinicii          | 10-5   | - Imunitate   |
| 6         | 19       | 15 februarie 2023 | Războinicii          | 10-5   | - Comunicare  |
| 7         | 20       | 20 februarie 2023 | Faimoșii             | 10-4   | - Imunitate   |
| 7         | 21       | 21 februarie 2023 | Războinicii          | 10-7   | - Imunitate   |
| 7         | 22       | 22 februarie 2023 | Războinicii          | 10-6   | - Comunicare  |
| 8         | 23       | 27 februarie 2023 | Faimoșii             | 10-6   | - Imunitate   |
| 8         | 24       | 28 februarie 2023 | Faimoșii             | 10-5   | - Imunitate   |
| 8         | 25       | 1 martie 2023     | Războinicii          | 10-7   | - Comunicare  |
| 9         | 26       | 6 martie 2023     | Faimoșii             | 2-1    | - Recompensă  |
| 9         | 26       | 6 martie 2023     | Războinicii          | 10-9   | - Imunitate   |
| 9         | 27       | 7 martie 2023     | Războinicii          | 5-4    | - Recompensă  |
| 9         | 27       | 7 martie 2023     | Războinicii          | 7-5    | - Imunitate   |
| 9         | 28       | 8 martie 2023     | Războinicii          | 7-5    | - Comunicare  |
| 10        | 29       | 13 martie 2023    | Războinicii          | 5-4    | - Captivitate |
| 10        | 29       | 13 martie 2023    | Războinicii          | 7-3    | - Imunitate   |
| 10        | 30       | 14 martie 2023    | Războinicii          | 5-4    | - Licitație   |
| 10        | 30       | 14 martie 2023    | Faimoșii             | 7-4    | - Imunitate   |
| 10        | 31       | 15 martie 2023    | Războinicii          | 5-3    | - Recompensă  |
| 10        | 31       | 15 martie 2023    | Războinicii          | 7-3    | - Comunicare  |
| 11        | 32       | 20 martie 2023    | Faimoșii             | 5-3    | - Captivitate |
| 11        | 32       | 20 martie 2023    | Războinicii          | 7-2    | - Imunitate   |
| 11        | 33       | 21 martie 2023    | Faimoșii             | 5-3    | - Recompensă  |
| 11        | 33       | 21 martie 2023    | Faimoșii             | 7-5    | - Imunitate   |
| 11        | 34       | 22 martie 2023    | Faimoșii             | 7-6    | - Comunicare  |
| 11        | 34       | 22 martie 2023    | Războinicii          | 13-12  | - Quiz        |
| 12        | 35       | 27 martie 2023    | Războinicii          | 10-4   | - Recompensă  |
| 12        | 35       | 27 martie 2023    | Războinicii          | 7-5    | - Comunicare  |
| 12        | 36       | 28 martie 2023    | Faimoșii             | 7-6    | - Recompensă  |
| 12        | 36       | 28 martie 2023    | Războinicii          | 7-2    | - Imunitate   |
| 13        | 38       | 3 aprilie 2023    | Ștefania's           | 10-6   | - Recompensă  |
| 13        | 40       | 5 aprilie 2023    | Bianca's             | 7-5    | - Comunicare  |
| 14        | 41       | 10 aprilie 2023   | Alin's               | 7-4    | - Recompensă  |
| 14        | 43       | 12 aprilie 2023   | Dan's                | 10-4   | - Recompensă  |
| 15        | 44       | 17 aprilie 2023   | Robert's             | 10-2   | - Recompensă  |
| 15        | 46       | 19 aprilie 2023   | Robert's             | 7-5    | • Comunicare  |
| 16        | 47       | 24 aprilie 2023   | Alexandra Porkolab's | 10-6   | • Recompensă  |
| 16        | 49       | 26 aprilie 2023   | Robert's             | 10-3   | • Comunicare  |

1. ↑  Concurenții rămași în competiție (Activ) sunt prezentați în ordine alfabetică, după nume.
2. ↑  Emil Gabriel „Gheboasă” Gavriș a fost descalificat și eliminat din concurs pentru abandon în episodul 3.
3. ↑  Ionuț Iftimoaie a fost descalificat și eliminat din concurs pentru abandon în episodul 44.
4. ↑  Echipa câștigătoare Ștefania's în episodul 38 a fost formată din Ștefania Stănilă, Carmen Grebenișan, Bianca Patrichi, Remus Boroiu, Alin Chirilă, Ionuț Iftimoaie și Darius Dan Ursa.
5. ↑  Echipa câștigătoare Bianca's în episodul 40 a fost formată din Bianca Patrichi, Carmen Grebenișan, Ștefania Stănilă, Alin Chirilă, Kamara Ghedi și Andrei Krișan.
6. ↑  Echipa câștigătoare Alin's în episodul 41 a fost formată din Alin Chirilă, Kamara Ghedi, Robert Moscalu, Alexandra Georgiana Ciomag, Bianca Patrichi și Ștefania Stănilă.
7. ↑  Echipa câștigătoare Dan's în episodul 43 a fost formată din Darius Dan Ursa, Ionuț Iftimoaie, Robert Moscalu, Alexandra Georgiana Ciomag, Andreea Moromete și Alexandra Porkolab.
8. ↑  Echipa câștigătoare Robert's în episodul 44 a fost formată din Robert Moscalu, Andrei Krișan, Andreea Moromete, Alexandra Porkolab și Ștefania Stănilă.6 . Echipa câștigătoare Robert's în episodul 46 a fost formată din Robert Moscalu, Alexandra Porkolab, Alexandra Georgiana Ciomag, Andreea Moromete și Darius Dan Ursa.
9. ↑  Echipa câștigătoare Alexandra Porkolab's în episodul 47 a fost formată din Alexandra Porkolab, Darius Dan Ursa, Alexandra Georgiana Ciomag și Robert Moscalu.
10. ↑  Echipa câștigătoare Robert's în episodul 49 a fost formată din Robert Moscalu, Darius Dan Ursa, Alexandra Georgiana Ciomag și Alexandra Porkolab.

#### Jocurile individuale
| Săptămâna | Episodul | Data difuzării   | Câștigător(i)    | Tipul jocului | Premiu                                                                                        |
| --------- | -------- | ---------------- | ---------------- | ------------- | --------------------------------------------------------------------------------------------- |
| 2         | 4        | 15 ianuarie 2023 | Ionuț Iftimoaie  | - Tribal      | Salvare din Exil                                                                              |
| 2         | 4        | 15 ianuarie 2023 | Andreea Moromete | - Tribal      | Salvare din Exil                                                                              |
| 2         | 4        | 15 ianuarie 2023 | Kamara Ghedi     | - Tribal      | Salvare din Exil                                                                              |
| 13        | 39       | 4 aprilie 2023   | Darius Dan Ursa  | - Imunitate   | Imunitate                                                                                     |
| 14        | 41       | 10 aprilie 2023  | Ștefania Stănilă | - Quiz        | Tort de morcovi                                                                               |
| 14        | 42       | 11 aprilie 2023  | Alin Chirilă     | - Imunitate   | Imunitate                                                                                     |
| 15        | 45       | 18 aprilie 2023  | Robert Moscalu   | - Imunitate   | Imunitate                                                                                     |
| 16        | 48       | 25 aprilie 2023  | Robert Moscalu   | - Imunitate   | Imunitate                                                                                     |
| 17        | 50       | 1 mai 2023       | Ștefania Stănilă | •Recompensă   | Insula Saona                                                                                  |
| 17        | 51       | 2 mai 2023       | Andrei Krișan    | • Imunitate   | Imunitate                                                                                     |
| 17        | 52       | 3 mai 2023       | Andrei Krișan    | •Comunicare   | Lucruri de acasă                                                                              |
| 18        | 53       | 8 mai 2023       | Andrei Krișan    | •Recompensă   | Călătorie cu mașina + Plimbare cu ATV-uri + Mâncare de acasă: brânzeturi, măsline, castraveți |
| 18        | 54       | 9 mai 2023       | Andrei Krișan    | • Imunitate   | Imunitate                                                                                     |
| 18        | 55       | 10 mai 2023      | Alexandra Ciomag | • Comunicare  | Apel video cu prietenii                                                                       |
| 19        | 56       | 15 mai 2023      | Andrei Krișan    | •Recompensă   | Vizită în Columbia                                                                            |
| 19        | 57       | 16 mai 2023      | Darius Dan Ursa  | • Imunitate   | Imunitate                                                                                     |
| 19        | 58       | 17 mai 2023      | Andrei Krișan    | •Comunicare   | Apel video cu familia                                                                         |
| 20        | 59       | 22 mai 2023      | Andrei Krișan    | • Imunitate   | Imunitate                                                                                     |
| 20        | 60       | 23 mai 2023      | Darius Dan Ursa  | • Imunitate   | Imunitate                                                                                     |

## Recepția

### Audiențe TV
Sezonul 4 al Survivor România a fost lider absolut de audiență la debutul din 9 ianuarie 2023 dar cu cifre sensibil mai mici față de sezonul 3, care păstrează recordul de audiență cu aproape 2,6 milioane de telespectatori.
| Anul | Sezonul | Canal original | Data difuzării   | Telespectatori | Segmentul de public | Segmentul de public | Segmentul de public | Segmentul de public | Segmentul de public | Segmentul de public | Surse  |
| Anul | Sezonul | Canal original | Data difuzării   | Telespectatori | Național            | Național            | Național            | Comercial           | Comercial           | Comercial           | Surse  |
| Anul | Sezonul | Canal original | Data difuzării   | Telespectatori | Locul               | Rating (%)          | Cotă (%)            | Locul               | Rating (%)          | Cotă (%)            | Surse  |
| ---- | ------- | -------------- | ---------------- | -------------- | ------------------- | ------------------- | ------------------- | ------------------- | ------------------- | ------------------- | ------ |
| 2020 | 1       | Kanal D        | 18 ianuarie 2020 | 1.578.000      | 2                   | 9.0                 | 18.5                | 3                   | 4.3                 | 12.7                | [ 20 ] |
| 2021 | 2       | Kanal D        | 9 ianuarie 2021  | 2.003.000      | 1                   | 11.3                | 23.5                | 1                   | 8.8                 | 25.1                | [ 21 ] |
| 2022 | 3       | Pro TV         | 16 ianuarie 2022 | 2.599.000      | 1                   | 14.8                | 31.0                | 1                   | 13.6                | 36.5                | [ 19 ] |
| 2023 | 4       | Pro TV         | 9 ianuarie 2023  | 2.130.000      | 1                   | 12.2                | 28.6                | 1                   | 11.9                | 35.6                | [ 18 ] |

1. ↑  În 2020 și 2021, rating-ul și cota de piață pe segmentul Comercial Urban au fost calculate pentru publicul cu vârsta de 18-49 de ani. Începând din anul 2022, calculele sunt pentru publicul cu vârsta de 21-54 de ani.
2. 1 2  Rating: numărul/procentul de telespectatori care s-au uitat la un post TV din totalul deținătorilor de televizoare din România.
3. 1 2  Share/Cotă de piață: procentul de telespectatori care au ales un post TV din totalul celor care se uitau la televizor la momentul respectiv.

| Săptămâna | Episodul | Data difuzării    | Poziția în grilă | Telespectatori | Segmentul de public | Segmentul de public | Segmentul de public | Segmentul de public | Segmentul de public | Segmentul de public | Surse         |
| Săptămâna | Episodul | Data difuzării    | Poziția în grilă | Telespectatori | Național            | Național            | Național            | Comercial           | Comercial           | Comercial           | Surse         |
| Săptămâna | Episodul | Data difuzării    | Poziția în grilă | Telespectatori | Locul               | Rating (%)          | Cotă (%)            | Locul               | Rating (%)          | Cotă (%)            | Surse         |
| --------- | -------- | ----------------- | ---------------- | -------------- | ------------------- | ------------------- | ------------------- | ------------------- | ------------------- | ------------------- | ------------- |
| 1         | 1        | 9 ianuarie 2023   | luni, 20:30      | 2.130.000      | 1                   | 12.2                | 28.6                | 1                   | 11.9                | 35.6                | [ 18 ]        |
| 1         | 2        | 10 ianuarie 2023  | marți, 20:30     | 1.917.000      | 1                   | 11                  | 27                  | 1                   | 10.1                | 31.9                | [ 22 ]        |
| 1         | 3        | 11 ianuarie 2023  | miercuri, 20:30  | 1.972.000      | 1                   | 11.3                | 27                  | 1                   | 11                  | 33.5                | [ 23 ]        |
| 2         | 4        | 15 ianuarie 2023  | duminică, 20:00  | 1.631.000      | 1                   | 9.4                 | 20.1                | 2                   | 10                  | 28.3                | [ 24 ]        |
| 2         | 5        | 16 ianuarie 2023  | luni, 20:30      | 1.728.000      | 1                   | 9.9                 | 23.8                | 2                   | 8.2                 | 25.4                | [ 25 ]        |
| 2         | 6        | 17 ianuarie 2023  | marți, 20:30     | 1.600.000      | 1                   | 8.3                 | 25                  | 2                   | 6.8                 | 23                  | [ 26 ] [ 27 ] |
| 2         | 7        | 18 ianuarie 2023  | miercuri, 20:30  | 1.710.000      | 1                   | 9.8                 | 24                  | 2                   | 7.3                 | 23.7                | [ 28 ]        |
| 3         | 8        | 23 ianuarie 2023  | luni, 20:30      | 1.480.000      | 1                   | 8.5                 | 20.3                | 2                   | 6.2                 | 18.3                | [ 29 ]        |
| 3         | 9        | 24 ianuarie 2023  | marți, 20:30     | 1.520.000      | 1                   | 8.7                 | N/A                 | 2                   | 6.9                 | N/A                 | [ 30 ]        |
| 3         | 10       | 25 ianuarie 2023  | miercuri, 20:30  | 1.620.000      | 1                   | 9.3                 | N/A                 | 2                   | 7.3                 | N/A                 | [ 30 ]        |
| 4         | 11       | 30 ianuarie 2023  | luni, 20:30      | 1.530.000      | 1                   | 8.8                 | N/A                 | 2                   | 6.8                 | N/A                 | [ 31 ]        |
| 4         | 12       | 31 ianuarie 2023  | marți, 20:30     | 1.545.000      | 1                   | 8.9                 | N/A                 | 2                   | 7.1                 | N/A                 | [ 31 ]        |
| 4         | 13       | 1 februarie 2023  | miercuri, 20:30  | 1.645.000      | 1                   | 9.4                 | N/A                 | 2                   | 7.2                 | N/A                 | [ 31 ]        |
| 5         | 14       | 6 februarie 2023  | luni, 20:30      | 1.413.000      | 1                   | 8.1                 | N/A                 | 2                   | 5.5                 | N/A                 | [ 32 ]        |
| 5         | 15       | 7 februarie 2023  | marți, 20:30     | 1.554.000      | 1                   | 8.9                 | N/A                 | 2                   | 6.8                 | N/A                 | [ 32 ]        |
| 5         | 16       | 8 februarie 2023  | miercuri, 20:30  | 1.486.000      | 1                   | 8.5                 | N/A                 | 2                   | 6.1                 | N/A                 | [ 32 ]        |
| 6         | 17       | 13 februarie 2023 | luni, 20:30      | 1.457.000      | 1                   | 8.4                 | N/A                 | 2                   | 6                   | N/A                 | [ 33 ]        |
| 6         | 18       | 14 februarie 2023 | marți, 20:30     | 1.352.000      | 1                   | 7.8                 | N/A                 | 2                   | 5.6                 | N/A                 | [ 33 ]        |
| 6         | 19       | 15 februarie 2023 | miercuri, 20:30  | 1.349.000      | 1                   | 7.7                 | N/A                 | 2                   | 6                   | N/A                 | [ 33 ]        |
| 7         | 20       | 20 februarie 2023 | luni, 20:30      | 1.337.000      | 1                   | 7.7                 | N/A                 | 2                   | 5.6                 | N/A                 | [ 34 ]        |
| 7         | 21       | 21 februarie 2023 | marți, 20:30     | 1.455.000      | 1                   | 8.4                 | N/A                 | 2                   | 6.8                 | N/A                 | [ 34 ]        |
| 7         | 22       | 22 februarie 2023 | miercuri, 20:30  | 1.445.000      | 1                   | 8.3                 | N/A                 | 2                   | 6                   | N/A                 | [ 34 ]        |
| 8         | 23       | 27 februarie 2023 | luni, 20:30      | 1.375.000      | 1                   | 7.9                 | N/A                 | 2                   | 6.2                 | N/A                 | [ 35 ]        |
| 8         | 24       | 28 februarie 2023 | marți, 20:30     | 1.376.000      | 1                   | 7.9                 | N/A                 | 2                   | 6.1                 | N/A                 | [ 35 ]        |
| 8         | 25       | 1 martie 2023     | miercuri, 20:30  | 1.266.000      | 1                   | 7.3                 | N/A                 | 2                   | 5.5                 | N/A                 | [ 35 ]        |
| 9         | 26       | 6 martie 2023     | luni, 20:30      | N/A            | N/A                 | N/A                 | N/A                 | 2                   | 5.2                 | 17.3                | [ 36 ]        |
| 9         | 27       | 7 martie 2023     | marți, 20:30     | N/A            | N/A                 | N/A                 | N/A                 | 2                   | 5.8                 | 18.4                | [ 37 ]        |
| 9         | 28       | 8 martie 2023     | miercuri, 20:30  | N/A            | N/A                 | N/A                 | N/A                 | 2                   | 5.9                 | 19.5                | [ 38 ]        |
| 10        | 29       | 13 martie 2023    | luni, 20:30      | N/A            | N/A                 | N/A                 | N/A                 | 2                   | 5.7                 | 18                  | [ 39 ]        |
| 10        | 30       | 14 martie 2023    | marți, 20:30     | N/A            | N/A                 | N/A                 | N/A                 | 2                   | 6                   | 19.3                | [ 40 ]        |
| 10        | 31       | 15 martie 2023    | miercuri, 20:30  | N/A            | N/A                 | N/A                 | N/A                 | 2                   | 5.8                 | 18.2                | [ 41 ]        |
| 11        | 32       | 20 martie 2023    | luni, 20:30      | 1.211.000      | 2                   | 7                   | N/A                 | 2                   | 6                   | N/A                 | [ 42 ]        |
| 11        | 33       | 21 martie 2023    | marți, 20:30     | 1.219.000      | 2                   | 7                   | N/A                 | 2                   | 6.2                 | N/A                 | [ 42 ]        |
| 11        | 34       | 22 martie 2023    | miercuri, 20:30  | 1.201.000      | 2                   | 6.9                 | N/A                 | 2                   | 5.6                 | N/A                 | [ 42 ]        |
| 12        | 35       | 27 martie 2023    | luni, 20:30      | 1.311.000      | 2                   | 7.5                 | 18.3                | 2                   | 6.9                 | 22.5                | [ 43 ]        |
| 12        | 36       | 28 martie 2023    | marți, 20:30     | N/A            | N/A                 | N/A                 | N/A                 | 2                   | 5.7                 | 16.9                | [ 44 ]        |
| 12        | 37       | 29 martie 2023    | miercuri, 20:30  | N/A            | 2                   | 7.5                 | 19.8                | 2                   | 5.9                 | 18.7                | [ 45 ]        |
| 13        | 38       | 3 aprilie 2023    | luni, 20:30      | 1.218.000      | 1                   | 7                   | N/A                 | 2                   | 5.9                 | N/A                 | [ 46 ]        |
| 13        | 39       | 4 aprilie 2023    | marți, 20:30     | 1.323.000      | 1                   | 7.6                 | N/A                 | 2                   | 5.9                 | N/A                 | [ 46 ]        |
| 13        | 40       | 5 aprilie 2023    | miercuri, 20:30  | 1.371.000      | 2                   | 7.9                 | N/A                 | 2                   | 6.3                 | N/A                 | [ 46 ]        |
| 14        | 41       | 10 aprilie 2023   | luni, 20:30      | 1.245.000      | 1                   | 7.1                 | N/A                 | 2                   | 6.7                 | N/A                 | [ 47 ]        |
| 14        | 42       | 11 aprilie 2023   | marți, 20:30     | 1.250.000      | 1                   | 7.2                 | N/A                 | 2                   | 5.1                 | N/A                 | [ 47 ]        |
| 14        | 43       | 12 aprilie 2023   | miercuri, 20:30  | 1.416.000      | 1                   | 8.1                 | N/A                 | 2                   | 6.5                 | N/A                 | [ 47 ]        |
| 15        | 44       | 17 aprilie 2023   | luni, 20:30      | 1.180.000      | 2                   | 6.8                 | 16                  | 2                   | 5.3                 | 15.7                | [ 48 ]        |
| 15        | 45       | 18 aprilie 2023   | marți, 20:30     | N/A            | N/A                 | N/A                 | N/A                 | N/A                 | N/A                 | N/A                 | N/A           |
| 15        | 46       | 19 aprilie 2023   | miercuri, 20:30  | N/A            | N/A                 | N/A                 | N/A                 | N/A                 | N/A                 | N/A                 | N/A           |
| 16        | 47       | 24 aprilie 2023   | luni, 20:30      | N/A            | N/A                 | N/A                 | N/A                 | N/A                 | N/A                 | N/A                 | N/A           |
| 16        | 48       | 25 aprilie 2023   | marți, 20:30     | N/A            | N/A                 | N/A                 | N/A                 | N/A                 | N/A                 | N/A                 | N/A           |
| 16        | 49       | 26 aprilie 2023   | miercuri, 20:30  | N/A            | N/A                 | N/A                 | N/A                 | N/A                 | N/A                 | N/A                 | N/A           |
| 17        | 50       | 1 mai 2023        | luni, 20:30      | N/A            | N/A                 | N/A                 | N/A                 | N/A                 | N/A                 | N/A                 | N/A           |
| 17        | 51       | 2 mai 2023        | marți, 20:30     | N/A            | N/A                 | N/A                 | N/A                 | N/A                 | N/A                 | N/A                 | N/A           |
| 17        | 52       | 3 mai 2023        | miercuri, 20:30  | N/A            | N/A                 | N/A                 | N/A                 | N/A                 | N/A                 | N/A                 | N/A           |
| 18        | 53       | 8 mai 2023        | luni, 20:30      | N/A            | N/A                 | N/A                 | N/A                 | N/A                 | N/A                 | N/A                 | N/A           |
| 18        | 54       | 9 mai 2023        | marți, 20:30     | N/A            | N/A                 | N/A                 | N/A                 | N/A                 | N/A                 | N/A                 | N/A           |
| 18        | 55       | 10 mai 2023       | miercuri, 20:30  | N/A            | N/A                 | N/A                 | N/A                 | N/A                 | N/A                 | N/A                 | N/A           |
| 19        | 56       | 15 mai 2023       | luni, 21:30      | N/A            | N/A                 | N/A                 | N/A                 | N/A                 | N/A                 | N/A                 | N/A           |
| 19        | 57       | 16 mai 2023       | marți, 21:30     | N/A            | N/A                 | N/A                 | N/A                 | N/A                 | N/A                 | N/A                 | N/A           |
| 19        | 58       | 17 mai 2023       | miercuri, 21:30  | N/A            | N/A                 | N/A                 | N/A                 | N/A                 | N/A                 | N/A                 | N/A           |
| 20        | 59       | 22 mai 2023       | luni, 20:30      | N/A            | N/A                 | N/A                 | N/A                 | N/A                 | N/A                 | N/A                 | N/A           |
| 20        | 60       | 23 mai 2023       | marți, 20:30     | N/A            | N/A                 | N/A                 | N/A                 | N/A                 | N/A                 | N/A                 | N/A           |
| 20        | 61       | 24 mai 2023       | miercuri, 20:30  | 1.181.000      | 2                   | 6.8                 | 18.9                | 2                   | 5,7                 | 18,8                | [ 49 ]        |

1. ↑  Rating-ul și cota de piață pe segmentul Comercial Urban au fost calculate pentru publicul cu vârsta de 21-54 de ani.
2. 1 2  Rating: numărul/procentul de telespectatori care s-au uitat la un post TV din totalul deținătorilor de televizoare din România.
3. 1 2  Share/Cotă de piață: procentul de telespectatori care au ales un post TV din totalul celor care se uitau la televizor la momentul respectiv.
4. ↑  N/A: informația nu este disponibilă.

## Controverse
- În episodul 5, două concurente din echipa Războinicilor au jucat una împotriva celeilalte, deși echipa albastră era posesoarea Totemului de Imunitate care asigura protecție pentru toți componenții tribului. Daria Chiper a pierdut proba de pe teren și a fost eliminată.[50] Aceasta a fost o premieră absolută în show-ul de supraviețuire românesc deoarece este pentru prima dată când un concurent este eliminat din joc fără votul publicului.[51] Schimbarea formatului a surprins pe toată lumea și i-a nemulțumit pe fanii show-ului care i-au acuzat pe producători de jocuri de culise. O parte importantă dintre telespectatori au considerat ca eliminarea nu este corectă deoarece nu s-a respectat principiul fundamental stabilit în primele trei sezoane ale Survivor România, respectiv că publicul este suveran și numai el, prin vot, decide cine rămâne și cine pleacă.[52]